# 戚本禹
戚本禹（1931年5月8日—2016年4月20日），原名戚本玉，文革后应政府要求改名为戚文，山东威海人，中华人民共和国政治人物，中国共产党前党员，活跃于文化大革命时期。曾任中共中央办公厅信访科科长，《紅旗》杂志副总编辑，中央文革小组成员、中共中央办公厅秘书局副局长、中共中央办公厅代主任。

## 生平
1931年5月8日出生于山东威海，1942年迁居上海，1949年加入中国共产党。入党不久被选入中南海做机要工作。1958年3月，中共中央机关开始整风运动，林克、戚本禹等八个年轻干部向上级反映中央政治秘书室存在的一些问题，引起了当时中央办公厅和中央政治秘书室领导人的不满。因当时反右运动已经明朗化，他们借反右运动批判这八个年轻干部，称他们“反党”。中共中央主席毛泽东得知此事，解救了戚本禹等八人，将他们比作唐朝的“八司马”。
1962年毛泽东在中南海散步时偶遇戚本禹，戚本禹向毛泽东直言受冤，毛泽东随即让秘书田家英进行调查。戚本禹得知毛泽东爱读史书，就开始关注历史书籍。1963年戚本禹发表关于太平天国将领李秀成的论文，受到毛泽东的高度赞誉，并且引起当时史学界的相当重视。1965年12月8日在《红旗》杂志第十三期发表《为革命而研究历史》，批评翦伯赞提出的既要重视阶级观点又要注意历史主义的意见，是“超阶级”、“纯客观”的资产阶级观点。受到毛泽东称赞：“现在的权威是谁？是姚文元、戚本禹、尹达……要年纪小的、学问少的、立场稳的、有政治经验的坚定的人来接班。”
1966年后任《红旗》杂志副总编辑、中共中央办公厅代主任。田家英被罢免后，戚本禹取而代之，接任中共中央办公厅政治秘书室主任，4月政治秘书室归并中央办公厅秘书局，戚本禹任副局长。戚本禹是1966年5月中共中央政治局扩大会议通过的《五一六通知》（被视为文革发起的标志）的起草人之一。在《红旗》杂志1966年第7期发表《评〈前线〉、〈北京日报〉的资产阶级立场》。5月28日，中共中央设立中央文化革命小组，戚本禹成为成员之一，名列穆欣、姚文元之前。
1967年3月30日在《红旗》杂志第5期发表《爱国主义还是卖国主义？——评历史影片〈清宫秘史〉》。4月1日，《人民日报》全文刊登。对中国国家主席刘少奇公开的不点名批判从此开始。1967年4月14日，宣布遇罗克所写《出身论》是大毒草。
1967年7月20日，七·二〇事件发生。国务院总理周恩来开始向毛泽东进言解决“王力、关锋、戚本禹”的问题。8月，王力、关锋被隔离审查。1968年1月14日，戚本禹被中央宣布“请假检讨”，被送到秦城监狱。1980年7月14日被北京市公安局依法逮捕。1983年11月2日北京市中级人民法院以反革命宣传煽动罪、诬告陷害罪、聚众打砸抢罪判处有期徒刑18年，剥夺政治权利4年。
1986年出狱后在上海图书馆收藏部当图书管理员，至1990年代初退休。育有二子一女。再婚后与妻子居住在上海浦东。与人合作的《大人物的变态心理》由吉林省时代文艺出版社出版后，曾引起一阵风波（因疏漏在版权页署上了他的名字）。曾与关锋等人编辑二百余万字九大卷《中华易学大辞典》，并研究中华民国第一任内阁总理唐绍仪，为真禅法师等人的著书作序。退休后除继续钻研学问、应邀讲学外，曾涉足商海。1996年明报月刊发表了对戚本禹的访谈《御笔痛批御医》，戚本禹在其中批判了李志绥的《毛泽东私人医生回忆录》。
2014年接受香港《明报》采访，称中共中央总书记习近平“做不到毛泽东，能赶超普京也行”。张宏良则称他拜访戚本禹时，戚本禹“指着在场的几个同志说，你们的任务就是支持张宏良，张宏良的任务就是支持习近平顺利上位。目前对于左派来说，支持习近平顺利上位是头等大事，只要习近平能够顺利上位，就是左派最大胜利。”
2016年4月20日，戚本禹因胃癌在上海去世，终年84岁。 同月，其回忆录《戚本禹回忆录》在香港出版。戚本禹是1966年5月28日中央文革小组成立时的初始人员中最后一位辞世的。

## 作品
著作：
- 《翦伯赞同志的历史观点应当批判》1966年3月25日《人民日报》
- 《爱国主义还是卖国主义？──评反动影片〈清宫秘史〉》1967.03.30《红旗》杂志一九六七年第五期
- 《孙承宗》，中华书局。
- 《评李秀成》，香港天地图书有限公司。
- 《大人物的变态心理》，时代文艺出版社。
- 《孔子批判》，与关锋、周英合著，时代文艺出版社，2002年；再版时名《论语译说与孔子批判》，中国文革历史出版社，2012年。
- 《周易十日谈》，上海书店出版社，1992年；增补版改名《周易十讲》，上海人民出版社，2003年。台湾、香港也以《周易十讲》书名出版发行。
- 《墨子十讲》，上海人民出版社。
- 《孙子兵法十讲》，安徽文学出版社。
- 中国历史人物论集：《先秦人物论》、《秦代人物论》、《两汉人物论》、《三国人物论》

文集
- 网络版《戚本禹文革讲话》收1963-1976的讲话文稿145篇。
- 文革风云丛书25-27《中央文革小组的干将——戚本禹与文革》（1-3册），收1966.3-1968.1的戚本禹文稿124篇，存目35篇，2016年台湾西西弗斯文化出版公司。

回忆录
- 《戚本禹回忆录》，中国文革历史出版社，2016年4月。

编辑：
- 《孙子兵法大辞典》，上海科普出版社。古棣（关锋）为主编，戚文（戚本禹）为副主编，1993年。
- 《中华易学大辞典》，上海古籍出版社，2008年。
- 十家论丛第一辑共八册，2006年上海人民出版社出版：《十家论孔》，《十家论易》，《十家论管》，《十家论老》，《十家论孙》，《十家论墨》，《十家论庄》，《十家论佛》。
- 《今古奇观正续编》，江西百花出版社。
- 《三国图说》，上海科技文献出版社。

## 家庭
妻子邱云英，育有二子一女。晚年和妻子及小儿子一家住在一起。